# Martin Goldsmith
Pour les articles homonymes, voir Goldsmith.
Martin M. Goldsmith est un écrivain et un scénariste américain né le 6 novembre 1913 à New York (État de New York) et mort le 24 mai 1994 à Los Angeles (Californie).

## Biographie
Martin Goldsmith vit sa jeunesse à New York, mais quitte l'école à l'adolescence. Il part ensuite sur les routes à travers les États-Unis,,. Il commence alors à écrire et vend des nouvelles à divers magazines. Au milieu des années 1930, il est au Mexique, où il écrit son premier roman, Double Jeopardy,. De retour à New York, il écrit Detour, qui lui vaut de bonnes critiques.
Il déménage en 1938 à Los Angeles, écrit son troisième roman, puis vend les droits d'adaptation de Detour, à Producers Releasing Corporation, une des sociétés de production de Poverty Row, à condition de pouvoir écrire lui-même le scénario. Il continuera par la suite à écrire, ce qui lui permettra de financer ses voyages,.
En 1953, lors de la 25e cérémonie des Oscars, il est nommé pour l'Oscar de la meilleure histoire originale avec Jack Leonard pour le film L'Énigme du Chicago Express (The Narrow Margin) de Richard Fleischer.
Il décède à Los Angeles en 1994.
En 2018, Detour, son second roman, est traduit dans la collection Rivages/Noir sous le titre Détour.

## Littérature
- 1938 : Double jeopardy, Ed. Macaulay, New York
- 1939 : Detour : An Extraordinary Tale, Ed. Macaulay, New York Publié en français sous le titre Détour, traduction de Simon Baril, Paris, Payot et Rivages, coll. « Rivages/Noir » no 1056, 2018
- 1943 : Shadows at Noon, Ed. Ziff-Davis, Chicago

## Filmographie

### Cinéma
- 1945 : Détour (Detour) de Edgar G. Ulmer
- 1945 : Dangerous Intruder (en) de Vernon Keays
- 1947 : Un crime étrange (en) (Blind Spot) de Robert Gordon
- 1947 : The Lone Wolf in Mexico (en) de D. Ross Lederman
- 1950 : Reportage fatal (Shakedown) de Joseph Pevney
- 1952 : L'Énigme du Chicago Express (The Narrow Margin) de Richard Fleischer
- 1953 : Mission Over Korea (en) de Fred F. Sears
- 1954 : Overland Pacific (en) de Fred F. Sears
- 1955 : Les Îles de l'enfer (Hell's Island) de Phil Karlson
- 1958 : Fort Massacre de Joseph M. Newman
- 1959 : Le Révolté (Cast a Long Shadow) de Thomas Carr
- 1959 : Le Shérif aux mains rouges (The Gunfight at Dodge City) de Joseph M. Newman
- 1990 : Le Seul Témoin (Narrow Margin) de Peter Hyams
- 1992 : Détour (Detour) de Wade Williams

### Télévision
- 1958 : Playhouse 90 (1 épisode)
- 1959 : Goodyear Theatre (1 épisode)
- 1964 : La Quatrième Dimension (2 épisodes)

## Nominations
- Oscars du cinéma 1953 : Oscar de la meilleure histoire originale pour L'Énigme du Chicago Express (The Narrow Margin)

## Source
- (en) Lee Server, Encyclopedia of Pulp Fiction Writers, New York, Facts On File, 2002, 304 p. (ISBN 978-0-8160-4578-5), p. 122-123.